# F.C. Nordhavn
Football Club Nordhavn (F.C. Nordhavn) er en dansk fodbold- og tidligere futsalklub fra Nordhavn, København. Klubbens fodboldhold spiller i sæsonen 2024/2025 i Københavnsturneringens Serie 2. FC Nordhavn blev stiftet 17. april 2017 og har til dagligt hjemmebane i Ryparken Idrætsanlæg i København .

## Futsal
D. 26. november 2017 spillede F.C. Nordhavn sin første futsalkamp i Futsal Serie 2. I sæsonen 2019-2020 sluttede FC Nordhavn som det næstbedste oprykningsberettigede hold i Futsal 1. Division Øst, hvilket grundet udvidelse i Futsal Ligaen gav oprykning til Danmarks bedste række. I sæsonen 2020-2021 spillede F.C. Nordhavns futsalhold i den danske Futsal Liga Øst og kvalificerede sig til kvartfinalerne ved Danmarksmesterskabet i Futsal . F.C. Nordhavn lukkede i 2022 futsalafdelingen ned.

## Klubbens resultater

### DBU's Fodboldturnering
| Sæson     | Række   | Placering | Kampe | Vundet | Uafgjort | Tabt | Point | Målscorer | Topscorer                |
| --------- | ------- | --------- | ----- | ------ | -------- | ---- | ----- | --------- | ------------------------ |
| 2017-2018 | Serie 5 | 2         | 17    | 12     | 3        | 2    | 39    | 67-13     | Markus Rygaard (15)      |
| 2018-2019 | Serie 4 | 2         | 26    | 20     | 1        | 5    | 61    | 82-28     | Markus Rygaard (19)      |
| 2019-2020 | Serie 3 | 2         | 16    | 9      | 1        | 6    | 28    | 45-26     | Markus Rygaard (9)       |
| 2020-2021 | Serie 2 | 9         | 26    | 8      | 6        | 12   | 30    | 36-45     | Markus Rygaard (8)       |
| 2021-2022 | Serie 2 | 10        | 24    | 9      | 4        | 11   | 31    | 41-38     | Daniel Kruse Nielsen (6) |
| 2022-2023 | Serie 3 | 4         | 26    | 16     | 5        | 5    | 53    | 75-45     | Markus Rygaard (15)      |
| 2023-2024 | Serie 3 | 1         | 24    | 21     | 1        | 2    | 64    | 80-18     | Markus Rygaard (20)      |

### DBU's Landspokalturnering
De sportslige resultater for klubben i DBUs Landspokalturnering igennem årene:
· 2017-2018: 3. kvalifikationsrunde: Boldklubben Fremad Valby mod F.C. Nordhavn 4-1
· 2018-2019: 2. kvalifikationsrunde: Nandrup Club De Fútbol mod F.C. Nordhavn 1-0
· 2019-2020: 3. kvalifikationsrunde: Boldklubben Fremad Valby mod F.C. Nordhavn 8-1
· 2020-2021: 1. kvalifikationsrunde: BK Rødovre mod F.C. Nordhavn 2-2 (Straffesparkskonkurrence 6-5)
· 2021-2022: 3. kvalifikationsrunde: KFUM København mod F.C. Nordhavn 4-0
· 2022-2023: 3. kvalifikationsrunde: Tårnby FF mod F.C. Nordhavn 5-2
· 2023-2024: 3. kvalifikationsrunde: KFUM København mod F.C. Nordhavn 5-3

### DBU's Futsalturnering
| Sæson     | Række             | Placering | Kampe | Vundet | Uafgjort | Tabt | Point | Målscorer | Topscorer                |
| --------- | ----------------- | --------- | ----- | ------ | -------- | ---- | ----- | --------- | ------------------------ |
| 2017-2018 | Serie 2, Pulje 2  | 1         | 8     | 7      | 1        | 0    | 22    | 55-26     | Markus Rygaard (11)      |
| 2018-2019 | A-niveau, Pulje 1 | 1         | 14    | 11     | 0        | 3    | 33    | 100-61    | Tobias Schiermacher (19) |
| 2019-2020 | 1. Division Øst   | 3         | 14    | 6      | 4        | 4    | 22    | 67-50     | Haroun Mani (16)         |
| 2020-2021 | Futsal Liga Øst   | 4         | 7     | 4      | 0        | 3    | 12    | 14-17     | Wilson Mutare (5)        |
| 2021-2022 | Futsal Liga Øst   | 7         | 12    | 0      | 1        | 11   | 1     | 42-84     | Mikkel Foged (11)        |